# Teletex

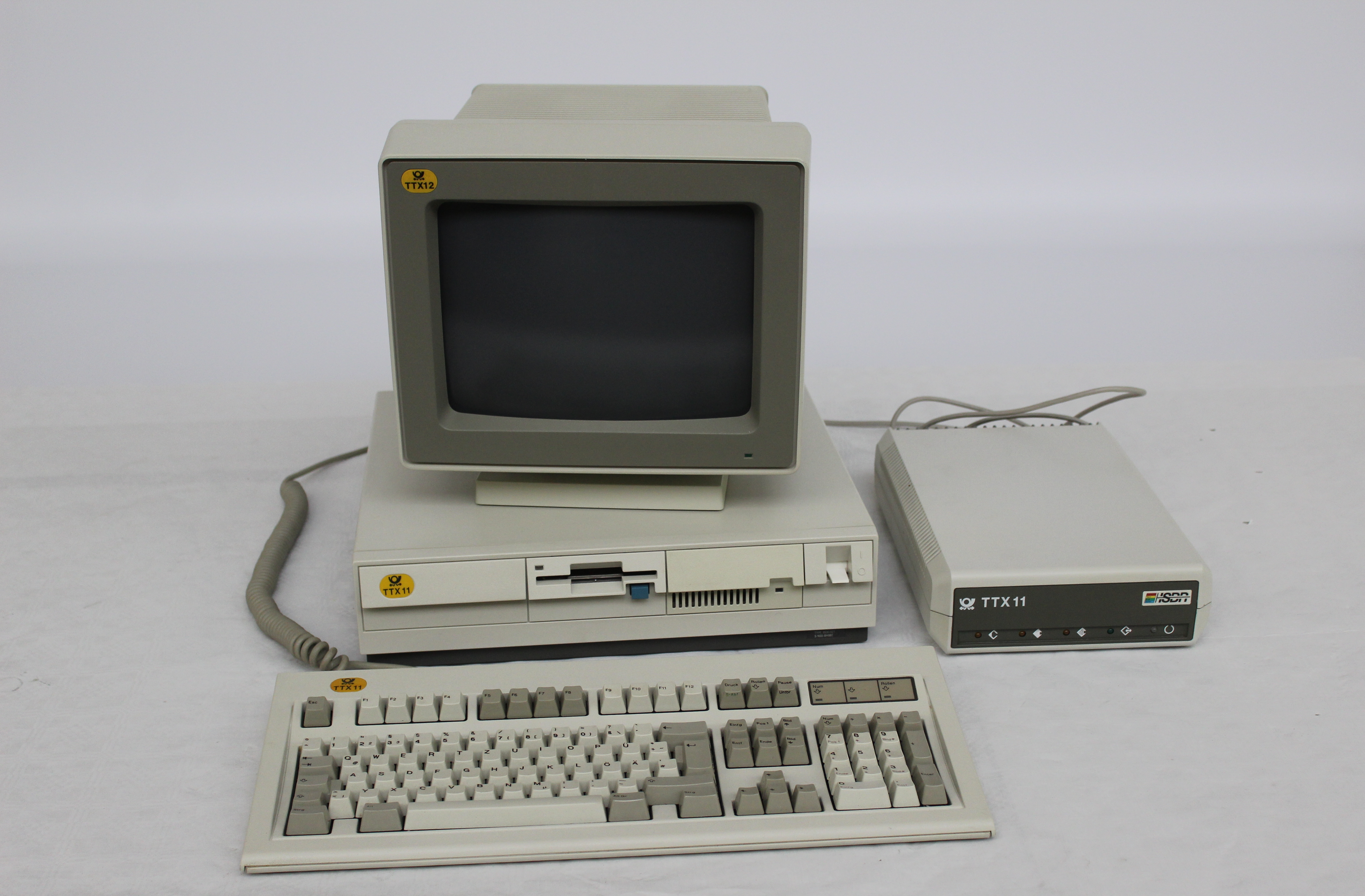
Un ordenador con teletex

El teletex fue un servicio internacional de transferencia automática de textos entre memorias de dos terminales. Permitía a los abonados intercambiar correspondencia y archivos a través de redes de telecomunicación. Fue sustituido por el correo electrónico.

## Modo de empleo
El usuario que deseara emplear este servicio, además de disponer de una máquina apropiada, debía alquilar un circuito Teletex a la telefónica. Esta instalaba el circuito y el módem, y suministraba una guía de usuarios Teletex para facilitar las comunicaciones, de forma similar a un listín telefónico.